# John Gane
John Lawrence Gane (1837-1895) foi um político do Partido Liberal britânico que serviu como membro do Parlamento por Leeds East de 1886 a 1895. Ao longo da sua carreira como representante fez 6 contribuições.